# Atyria centralis
Atyria centralis là một loài bướm đêm trong họ Geometridae.